# Вано Мурадели
Вано Илич Мурадели (Иван Илич Мурадов, рождено име Ованес Мурадян) (на арменски: Վանո Իլիայի Մուրադյան, на грузински: ვანო ილიას ძე მურადელი, на руски: Ива́н Ильи́ч Мура́дов) е грузински, арменски и руски композитор, диригент, народен артист на СССР.

## Детство
Вано Илич Мурадели е роден на 6 април 1908 г. в грузинския град Гори, в арменско семейство. Баща му Иля Петрович Мурадов (Мурадян) работи във винарна, а майка му Елена Захаровна Мурадова е със селски произход и е домакиня. Бащата е активен член на нелегалната Социалдемократична партия на Грузия и многократно е арестуван.
В младостта си Вано е ревностен сталинист. Роден в същия град като Сталин, той патриотично променя края на фамилията си, за да я приближи по звук до фамилията Джугашвили. Освен това сменя името си по грузински маниер и се самоопределя като грузинец. Самият Мурадели пише в мемоарите си, че на пет години говори само грузински. В зрялата му възраст съвременниците му го възприемат като грузинец.
Семейство Мурадови се отличава с голяма музикалност. Според Вано едни от щастливите моменти в живота му са вечерите, когато родителите пеят заедно. Момчето е силно привлечено от музиката и само се научава да свири по слух на мандолина, китара и след това на пиано. Опитва се да композира музика и в изпълнение на мечтата си да учи в музикално училище, 17-годишният Вано заминава за Тбилиси. Благодарение на случайна среща с филмовия режисьор и актьор Михаил Едишерович Чиаурели, който оценява красивия му глас, той е приет в музикалното училище в класа по пеене, където учи през 1925 – 1926 г.

## Младост
Това обаче не е достатъчно за Вано, тъй като той иска да композира музика. След като изслушва песните, създадени от Мурадели, директорът на музикалното училище К. Шотниев се съгласява да го подготви за влизане в консерваторията. През 1926 г. Мурадели е приет и става студент в Тбилиската държавна консерватория „Вано Сараджишвили“, където учи композиция при Сергей Бархударян и Владимир Шчербачьов и дирижиране при Михаил Багриновски. Завършва консерваторията през 1931 г.
От 1929 до 1931 г. работи като актьор и композитор в Тбилиския мобилен театър. Три години след като завършва консерваторията, Муравели се отдава почти изключително на театъра. Пише музика за представленията на Тбилиския драматичен театър, а също така успешно се изявява и като актьор. Именно тогава той променя фамилията си – вместо Иван Мурадов, на афишите се появява ново име – Вано Мурадели. През 1931 – 1934 г. е музикален ръководител и актьор на Грузинския театъра на работническата младеж и на Тбилиския академичен театър „Консантин Марджанишвили“.
С течение на времето Мурадели е все по-недоволен от композиторската си дейност и решава да продължи обучението си. От 1934 г. той отново е студент, този път в Московската консерватория, където учи в класа по композиция на Борис Шехтер, след това на Николай Мясковски. В годината, когато завършва консерваторията, Мурадели написва „Симфония в памет на Сергей Киров“ (1938) и от този момент нататък гражданската тема става водеща в работата му.

## Зрялост
През 1940 г. Мурадели започва работа по операта „Извънреден комисар“ по либрето на грузинския драматург Георгий Мдивани, посветена на гражданската война в Северен Кавказ. Композиторът посвещава това произведение на Григорий Орджоникидзе. Избухването на Великата отечествена война прекъсва работата му. По време на войната е художествен ръководител на Централния ансамбъл на Военноморския флот на СССР (1942 – 1944), с който се изявява по фронтовете и във флота. От първите дни на войната заминава с концертната бригада на Северозападния фронт. Сред неговите патриотични песни от военните години особено се открояват „Ще победим фашистите“, „На врага, за Родината, напред!“ и „Песен на Доваторците“. Написва и два марша за духов оркестър – „Марш на милицията“ и „Черноморски марш“. През 1945 г. завършва Втората си симфония, посветена на съветските войници.
След войната Мурадели довършва операта си и я представя под името „Великата дружба“. В периода 1939 – 1948 г. оглавява Музикалния фонд към Съюза на композиторите на СССР. Член е на президиума на организационния комитет на същия съюз, а от 1948 г. – член на борда на съюза.
Името на Мурадели получава широка публичност във връзка с Указа на Централния комитет на Всесъюзната комунистическа партия на болшевиките от 10 февруари 1948 г. за операта „Великата дружба“, в който композиторът е обвинен във формализъм. Мурадели веднага признава грешката си и пренаписа операта. Създава и химн в чест на приятелството между Китай и СССР, между Сталин и Мао.
След смъртта на Сталин и публикуването на Резолюцията на ЦК на КПСС от 28 май 1958 г. за коригиране на грешките в оценката на операта „Великата дружба“ и редица други творби, е възстановен на работа в Съюз на композиторите на СССР. През 1958 – 1960. става заместник-председател на Съюза на композиторите на РСФСР, а от 1959 г. застава начело на неговия московски клон, който оглавява в продължение на 11 години. През 1960 г. става секретар на борда на същия съюз, от 1968 г. – секретар на борда на Съюза на композиторите на СССР.
През март 1966 г. Мурадели подписва писмо от 13 дейци на съветската наука, литература и изкуство до Президиума на Централния комитет на КПСС срещу реабилитацията на Сталин.
На 14 август 1970 г., по време на турне с авторски концерти в градовете на Сибир, композиторът внезапно умира в град Томск. Погребан е в московското Новодевическо гробище.

## Творчество
Сред основните творби на Мурадели са 2 симфонии, 2 опери, 2 оперети, 16 кантати и хорове, над 50 камерно-вокални композиции, около 300 песни, музика за 19 драматични представления и 12 филма. През следвоенните години песента заема специално място в творчеството на композитора. Никой не е съчинявал толкова песни, кантати и хорове в чест на Ленин, КПСС и комунизма като Мурадели – „Партията – нашият кормчия“, „Пеем за славата на мъдрата партия“, „Водеше ни волята на Сталин“ и дори има опус „За съветския атом“. За нови песни го молят различни инстанции, градове, юбилейни и изложбени комисии и той не отказва на никого. По имената на неговите песни може да се научи за откриването на Големия Фергански канал и канала Москва-Волга, за 800-годишнината на Москва и 300-годишнината от обединението на Украйна и Русия и т.н. Широка популярност придобиват „Партията – нашият кормчия“ по стихове на Сергей Михалков, „Русия – моята Родина“, „Марш на младежта на света“ и „Песен на борците за мир“, и трите по стихове на Владимир Харитонов, „Химн на Международния съюз на студентите“ по стихове на Лев Ошанин и особено – дълбоко трогателната „Бухенвалдски набат“ по стихове на Александър Соболев.
След войната композиторът възобновява прекъснатата си работа по операта „Извънреден комисар“, в която прототип на главния герой е Григорий Орджоникидзе. Премиерата ѝ, под заглавието „Великата дружба“, се състои в Болшой театър на 7 ноември 1947 г. По повод на следващата ѝ годишнина, операта отново е поставена в Болшой театър. На представлението присъства и Сталин, но напуска ядосан правителствената ложа още след първия акт. На 10 февруари 1948 г. е издаден указ на ЦК на Всесъюзната комунистическа партия (болшевики) „За поправяне на грешките в оценката на оперите „Великата дружба“, „Богдан Хмелницки“ от Константин Данкѐвич, „От все сърце“ от Герман Жуковски и на много други произведения.
Въпреки актуалността на сюжета – операта на Мурадели е посветена на приятелството на народите в многонационалната съветска държава, тя е подложена на остра критика за формализъм. Наречена е „порочна антихудожествена творба, както в музикално отношение, така и от гледна точка на сюжет“, музиката е обявена за „хаотична и дисхармонична“, а композиторът е обвинен в пренебрегване на традициите и опита на класическата опера. Операта на Мурадели става повод за началото на кампания, насочена срещу водещите музиканти в страната – Сергей Прокофиев, Дмитрий Шостакович и редица други композитори, които също са причислени към групата на формалистите. Втората, преработена версия на операта „Великата дружба“ е поставена в Североосетинския музикално-драматичен театър „Орджоникидзе“ през 1976 година.
По-късно тази критика е преразгледана и операта на Мурадели е изпълнена в Колонната зала на Дома на съюзите, след което неведнъж е излъчвана по Всесъюзното радио.
В двете оперети на Мурадели – „Момичето със сините очи“ и „Москва – Париж – Москва“ е въплътена гражданската тема. Важно събитие в музикалния живот на страната е операта на Мурадели „Октомври“ по либрето на Владимир Логовски. Премиерата ѝ е на 22 април 1964 г. на сцената на Кремълския дворец на конгресите. Най-важното в тази опера е музикалният образ на Ленин. Две години преди смъртта си Мурадели казва, че продължава да работи по операта „Кремълският мечтател“. Това е финалната част на трилогията, първите две части от която са „Великата дружба“ и „Октомври“. Той иска да завърша новата композиция за 100-годишнината от раждането на Ленин, но не успява да го направи. Няма време да осъществи и следващата си идея – за операта „Космонавти“.

## Основни произведения

### Симфонии[1]
- 1938 – Симфония № 1 „В памет на Сергей Киров“
- 1945 – Симфония № 2 в ре мажор „За победата на съветския народ над фашизма“, втора версия през 1946 г.

### Кантати[1]
- 1939 – Поема-кантата "Към водача“
- 1939 – „Кантата за Сталин“
- 1940 – Тържествена увертюра за 50-годишнината на Вячеслав Молотов
- 1941 – „Песенна наздравица“ в чест на Сталин
- 1942 – „Четвърт Златен век“
- 1945 – „Песен за победата“ за солист, хор и оркестър
- 1946 – „Песен за Берия“ по текст на Александър Лугин
- 1949 – „Химн на Москва“ за солист, хор и оркестър
- 1950 – „Пътят на победата“
- 1959 – „Навеки заедно“
- 1960 – Песен-кантата „Ленин с нас“ за бас, хор и оркестър
- „Химн на Ленинград“ за хор и оркестър

### Опери, оперети, балети[1][2]
- 1947 – опера „Великата дружба“ по либрето на Георги Мдивани
- Балет „Зоя Космодемянская“
- 1964 – опера „Октомври“ по либрето на Владимир Логовски
- 1966 – оперета „Момичето със сини очи“
- 1968 – оперета „Москва – Париж – Москва“

### Песни[1][5]
- 1938 – „Комсомолска-Далекоизточна“ по текст на Александър Гатов, „Амурска червенофлотска“ по текст на Цезар Солодар, „Четирима другари“ по текст на Михаил Исаковски, „На канала Москва – Волга“ и „Вы не суйтесь, самураи“ по текст на Александър Жаров, „Часовой“ по текст на Сергей Островой
- 1941 – „Ние излизаме в морето“ по текст на Василий Лебедев-Кумач
- 1945 – „На Волжския канал“ по текст на Александър Жаров, „Водеше ни волята на Сталин“ по текст на Алексей Сурков
- 1949 – „Химн на Международния съюз на студентите“ по текст на Лев Ошанин, „Весела песен на Сталин“
- 1950 – „Москва – Пекин“ “ по текст на Михаил Вершинин, „Ще чакам летеца“ и „Колхозна молба“ по текст на Алексей Салников
- 1951 – „Балада за корейския войник“, „Песен на борците за мир" по текст на Владимир Харитонов
- 1954 – „Отиваме, приятели“ и „Младост моя“ по текст на Едмунд Йотковски, „Легендарният Севастопол“ по текст на Пьотър Градов, от 1994 г. – химн на град Севастопол
- 1955 – „Полетата на Русия“ по текст на Сергей Михалков
- 1956 – „Цъфти, Сибир“
- 1957 – „До нови срещи“ по текст на Анатолий Софронов, „Ако искаш да живееш“ по текст на Лев Ошанин
- 1958 – „Жерави“
- 1959 – „Бухенвалдски набат“ по стихове на Александър Соболев
- 1960 – „Спомени за Алжир“, „Песен за мечтата и дружбата“ по текст на Сергей Богомазов
- 1961 – „Походна войнишка“
- 1962 – „Песен на журналистите“ по стихове на Александър Левиков
- 1963 – „Марш на космонавтите“, „На Марс ще цъфтят ябълки“ по текст на Евгений Долматовски, „Аз съм Земята“ по текст на Евгений Долматовски
- 1964 – „Песен на Дзерджинците“ по текст на Евгений Долматовски, „Песен на матросите“, „Младежта на света върви по планетата“ по текст на Сергей Михалков
- 1967 – „Революцията има начало“, „Пътят на Октомври“ по текст на Владимир Фирсов
- 1968 – „Войната още не е свършила“ по текст на Михаил Андронов
- 1969 – „Песен на единството“ по текст на Анатолий Софронов
- 1970 – „Песен за Томск“ („Томски валс“) по текст на Василий Пухначьов

### Песни за солисти и хор[1][5]
- 1937 – 6 романса по стихове на Александър Пушкин
- 1938 – „Маршал Будьони“ по текст на Александър Гатов
- 1939 – „Братя“
- 1941 – Ще разбием фашистите“ по текст на Сергей Алимов
- 1942 – „Песен на Доваторците“
- 1950 – „Песен на борците за мир“
- 1952 – „Партията – нашият кормчия“ по текст на Сергей Михалков
- 1953 – „Украйна и Русия“, „Пионерски огън“, „Марш на съветските патриоти“, „Марш на съветските студенти“, „Мирни хора“, „Песен на младостта“ по текст на Сергей Михалков
- 1954 – „Песен за Ленин“ по текст на Александър Коваленков
- Хорова сюита за тенор и хор
- 1955 – „Марш на младежта на света“, „Слава на труда“ по текст на Александър Коваленков, „Хубаво е да си спортист“ по текст на Александър Жаров
- 1956 – „Даваме дума на партията“ по текст на Алексей Салников
- 1957 – „Приятелството е по-скъпо от всичко“ по текст на Едмунд Йотковски
- 1959 – „Русия – моята Родина“ по текст на Владимир Харитонов, „Волжска песен за Ленин“, „Над огъня се пръснаха звезди“ по текст на Едмунд Йотковски
- 1960 – „Спомен за Алжир“ и „Ленин е с нас“ по текстове на Евгений Долматовски, „Отново в строя“
- 1962 – „Космонавти“ по текст на Евгений Долматовски
- 1970 – „Мечтите на войника“ по текст на Феликс Лаубе
- „Звезда от Виетнам“, „Пионери в Кремъл“, „Марш на граничарите“

### Филмова музика[6][7]
- 1939 – „Комендантът на Птичия остров“
- 1940 – „Гибелта на „Орел“ – съвместно с Давид Блок
- 1941 – „Боен киносборник № 4“
- 1941 – „Боен киносборник № 6“ („Ненавист“)
- 1948 – „Слонът и мравката“ – анимация
- 1955 – „Случаят с ефрейтор Кочетков“
- 1955 – „Шарф обичан“
- 1956 – „Крила“ – филм-спектакъл
- 1958 – „Лавина в планината“
- 1959 – „Настрадин в Ходжент или Омагьосаният принц“
- 1963 – „Запознайте се с мечтата“ – съвместно с Едуард Артемиев
- 1963 – „Октомври“ – филм-спектакъл
- 1964 – „Съкровищата на Републиката“
- 1965 – „Великата Отечествена“
- 1967 – „Железният поток“
- 1968 – „Далече на Запад“ – съвместно с Василий Дехтерьов
- 1982 – „Любими песни“ – късометражен – съвместно с други композитори
- 1989 – „Помниш ли нашите срещи“ – късометражен – съвместно с други композитори

### Участия във филми[6]
- 1955 – Случаят с ефрейтор Кочетков – епизод
- 1964 – Синя светлина – 1964 г. – филм-спектакъл
- 1967 – Джаз фестивал – документален

<

## Награди и звания[1]
- 1946 – Сталинска награда ІІ степен за Симфония № 2 в ре мажор
- 1947 – Заслужил деец на изкуствата на РСФСР
- 1951 – Сталинска награда ІІ степен за песните „Химн на Международния съюз на студентите“, „Москва – Пекин“, „Химн на Москва“, „Сталинската воля ни събра“, „Песен на борците за мир"
- 1953 – Заслужил деец на изкуствата на Кабардино-Балкарската АССР
- 1957 – Народен артист на РСФСР
- 1957 – Народен артист на СССР
- 1960 – Орден на Трудовото червено знаме
- 1967 – Орден на Ленин
- Медал „За доблестен труд във Великата отечествена война 1941 – 1945“
- Медал „В чест на 800-годишнината на Москва“